# 岡田康彥
岡田康彥（1943年6月1日—）是，日本大藏・環境官僚，也是一名律師。

## 經歷
岡田康彥於愛知縣寶飯郡，愛知縣立時習館高等學校、東京大學法學部畢業。在大學期間，他獲得了國家公務員高級考試的第一名（與長野庬士相同）。1966年加入財政部，擔任大臣官房財務參事官。1971年7月任八戶稅務署長，1996年7月任環境廳長官官房長，1998年1月 同廳企劃調整局長，1999年7月27日任環境事務次官，2001年1月5日辭官。2012年1月律師登記。